# Teófilo de Cesareia (século X)

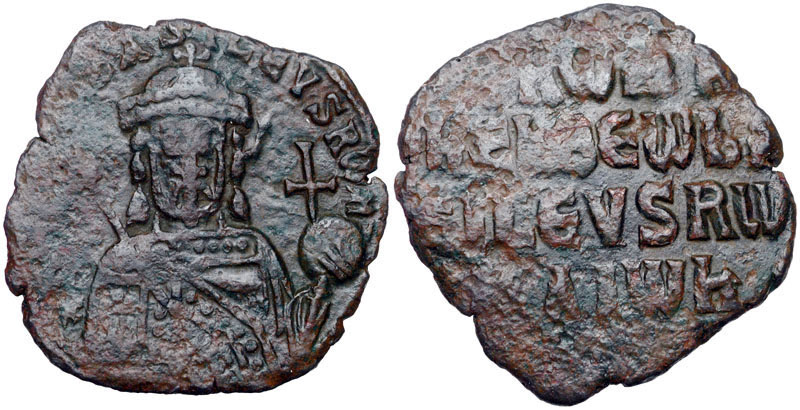
Fólis do imperador r.

Teófilo de Cesareia (em latim: Theophilus) foi um bispo metropolita da cidade de Cesareia do século X. Em 931, auxiliou o imperador bizantino Romano I Lecapeno (r. 820–840) a depôs o então patriarca de Constantinopla Trifão. De acordo com João Escilitzes, como parte do complô, Teófilo teria se dirigido ao patriarca e dito-lhe:
| “ | Senhor e mestre, os ataques do imperador sobre você estão se multiplicando; ele está procurando razões para removê-lo do trono. Mas tanto quanto ele tente, nada encontra. Como de fato ele poderia encontrar falha em alguém sem falhas? Há, contudo, um ponto que eles alegam, aqueles que queriam vê-lo deposto: eles afirmam que você não sabe escrever. Se nós refutássemos este ponto, silenciaríamos seus acusadores. Eles se mostraram 'lobos com mandíbulas abertas'. Se você tomar meu conselho, você escreverá seu nome e classe sacerdotal em uma folha nova - isto na presença do sínodo inteiro - e enviará ao imperador. Desse modo ele será convencido e, estando desapontado em sua esperança, abandonará a investida dele contra sua posição. | ” |

No sínodo subsequente, foi Teófilo que levou ao imperador a carta escrita por Trifão e, de acordo com João Escilitzes, teria ele incorporado no documento uma carta falta de resignação. O documento adulterado foi apresentado no sínodo e o patriarca foi deposto.